# Арон Шварц
Арон Шварц (на английски: Aaron Swartz, на английски се произнася Еърън Суорц) е американски програмист, активист и писател.
На 14-годишна възраст става съавтор на RSS. Работи съвместно със „създателя на интернета“ Тим Бърнърс-Лий. Участва заедно с видни личности, както проф. Лорънс Лесиг в разработването на Криейтив Комънс. През 2011 година е арестуван за обвинения в сваляне на файлове от JSTOR. По-късно това се превръща във федерално разследване. Шварц се занимава и с активизъм. Особено активен е в борбата си срещу SOPA.
На 11 януари 2013 година е намерен мъртъв в квартирата си в Бруклин, Ню Йорк. Предварителните данни са, че се е самоубил чрез обесване. Негови роднини пишат: „Той използва своите гениални способности като програмист и технолог не за собствено забогатяване, а за да направи интернет и света едно по-добро и по-честно място.“
Животът му е представен в документалните филми „The Internet's Own Boy: The Story of Aaron Swartz“ на Брайън Кнапенбергер и „Killswitch: The Battle to Control the Internet“ на Али Акбарзадех.